# 磷鎢酸
磷鎢酸（英語：Phosphotungstic acid），簡稱PTA，英文名稱也作tungstophosphoric acid，簡稱TPA，是化學式為H
3PW
12O
40的雜多酸，平常會以水合物的形式出現，EPTA是磷鎢酸乙醇溶液的簡稱，常用在生物學中。磷鎢酸為小顆粒，灰色或淺黃綠色的晶體，熔點為89 °C（24 H2O的水合物），磷鎢酸可溶於水（200 g/100 ml），水溶液呈無色。磷鎢酸沒有顯著的毒性，是有微酸性的刺激物。
磷鎢酸的離子中含有12個鎢原子，一些早期的研究者不曉得其化學結構，例如生物化學家吳憲， 稱其為磷-24-鎢酸，化學式為3H2O.P2O5 24WO3.59H2O，(P2W24O80H6).29H2O，其中鎢、磷和氧的數量有誤，但比例是正確的，一直到1970年代還有論文用到此不正確的化學式。
在组织学中磷鎢酸常用在細胞樣本的染色，常和苏木精一稱使用，稱為磷鎢酸-蘇木精染色。磷鎢酸會和结缔组织中的纖維蛋白、膠原蛋白及纖維結合，形成不同的顏色。
磷鎢酸是電子緻密的物質，在電子下是不透明的。在透射电子显微镜中，可以用磷鎢酸來針對病毒、神經、多糖及其他生物組織進行负染色。

## 結構

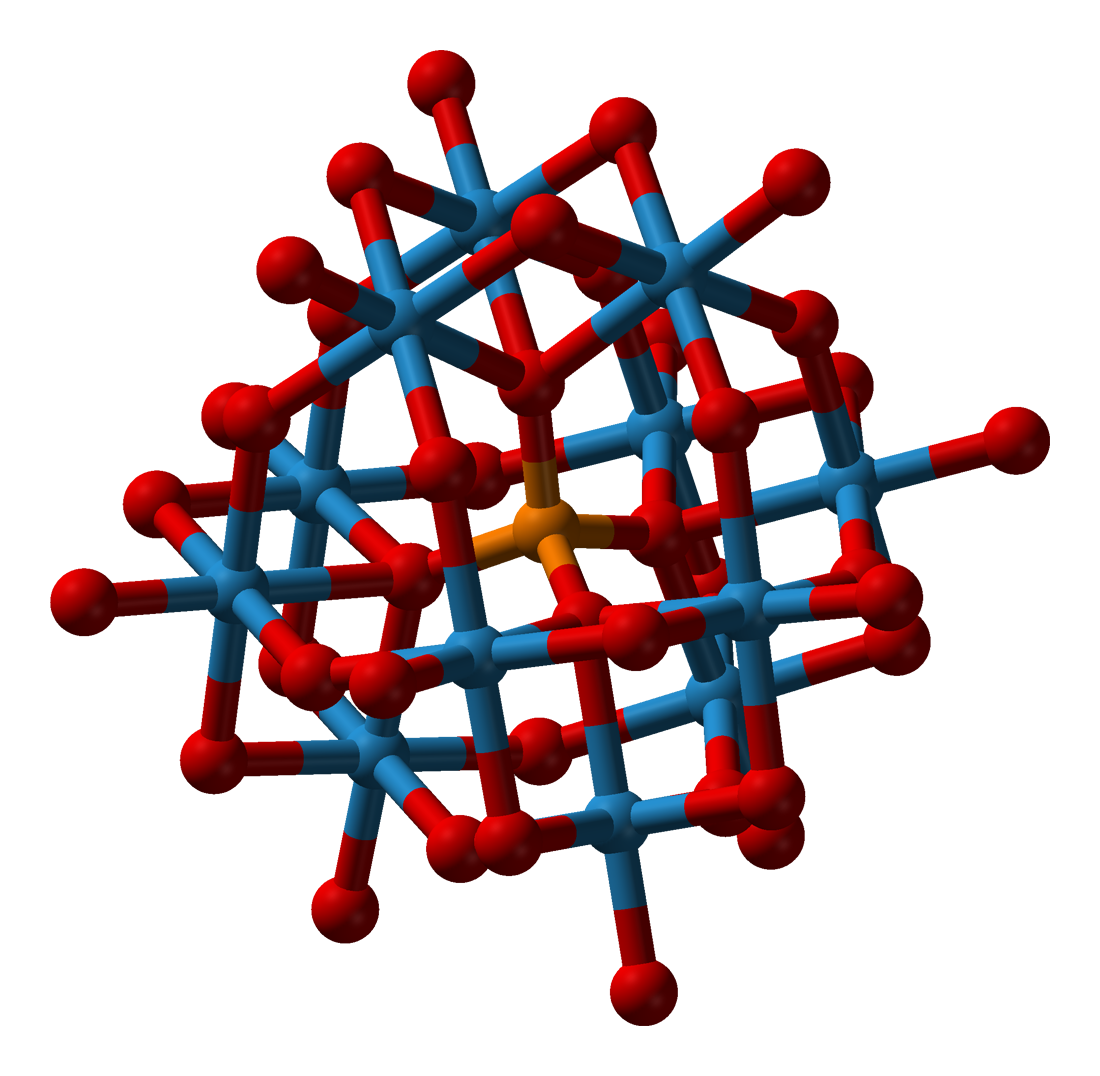
磷鎢酸離子的結構

Gouzerh整理了歷史上有關磷鎢酸結構的不同觀點，結果得到以下Keggin認為的結構：
- H7[P(W2O7)6]由Miolati提出，後來由Rosenheim繼續推展
- H3[PO4W12O18(OH)36]（庖林提出）

磷鎢酸的正確結構最早是由J.F Keggin在1933年及1934年提出，一般稱為Keggin結構。此離子有完整的全四面體對稱性，十二個和氧原子相連鎢原子形成一個籠子，中間是磷原子。右圖可看出鎢原子附近氧原子的四面體體配位。離子的表面有橋接及端接的氧原子。不過Keggin認為磷鎢酸的水合物有十個水分子，後來研究指出只有六個水分子。

## 製備及化學性質
磷鎢酸的製備可以用鎢酸鈉Na2WO4.2H2O和磷酸H3PO4反應而得，其中要加酸化劑氫氯酸HCl。
磷鎢酸會隨pH值提高而漸漸分解，以下是不同pH值下階段性的分解，以及當時的近似成分：
| pH值 | 主要成份                                                            |
| ---- | ------------------------------------------------------------------- |
| 1.0  | [PW12O40]3−                                                         |
| 2.2  | [PW12O40]3−, [P2W21O71]6−, [PW11O39]7−                              |
| 3.5  | [PW12O40]3−, [P2W21O71]6−, [PW11O39]7−, [P2W18O62]6−, [P2W19O67]10− |
| 5.4  | [P2W21O71]6−, [PW11O39]7−, [P2W18O62]6−                             |
| 7.3  | [PW9O34]9−                                                          |
| 8.3  | PO43−, WO42−                                                        |
[PW11O39]7−是缺位的Keggin離子，[P2W18O62]6−則是Dawson結構 structure。當pH值小於8時，乙醇或丙酮的存在可以穩定陰離子[PW12O40]3−，減少其分解。
磷鎢酸在溫度400 °C以下的範圍都是熱穩定的，而且比結構相近的矽鎢酸H4SiW12O40還要穩定。
磷鎢酸可以吸收大量的極性分子，如吡啶，而且不是吸附在表面，而是吸附到分子內部面。針對吸附乙醇的固態NMR研究發現存在以下的質子化二聚體(C2H5OH)2H+及單體C2H5OH2+。
磷鎢酸對還原反應的敏感度要比磷鉬酸要弱。被尿酸或硫酸亚铁還原後會產生棕色的化合物。此時其他Keggin結構中，一個W3結構中會變成金屬－金屬鍵的簇，是三個有共用邊的W(IV)八面體。
磷鎢酸是最強的雜多酸。其共軛鹼為PW12O403−。其在乙酸中的酸性研究發現三個質子是獨立解離的，而且有相同的強度。有研究估計磷鎢酸的酸度要高於H0 =−13.16,，這可以算是超强酸的標準。此酸度意味著即使在低pH值的情形下，磷鎢酸仍是完全解離。

## 用途

### 催化劑
磷鎢酸和其他雜多酸一様可以作為催化劑，而且其強酸度及熱穩定度，因此適用在一些催化反應中。磷鎢酸的溶液可以作為勻相催化劑，若在三氧化二鋁或二氧化矽的底質上，則是多相催化劑。以下是一些磷鎢酸催化劑的例子：
- 在丙烯加成為2-丙醇中，作為勻相催化劑。
- 普林斯反应中，作為勻相催化劑。
- 2-丙醇脫水為丙烯及甲醇的脫水反應中，作為多相催化劑。

### 印染和顏料
磷鎢酸曾用來和不同的染料沉澱，形成沉淀色料，例如鹼性染料或是三苯甲胺染料，例如副蔷薇苯胺的衍生物。

### 生物樣本染色
磷鎢酸常用在細胞樣本的染色，常和苏木精一稱使用，稱為磷鎢酸-蘇木精染色，有些三色染色試劑也會用到磷鎢酸，在配合透射电子显微镜使用時，會用磷鎢酸作负染色法。
磷鎢酸-蘇木精染色 (PTAH)
Mallory首次提到這種在1897年稱為PTAH的染色方式。依組織的不同，染色後會呈現紅棕色或是藍色。這種同時為不同組織染不同顏色的特性不同於和其他也用苏木精的染色法，例如明矾-苏木精。
磷鎢酸-蘇木精染色的機制及磷鎢酸的作用尚未完全清楚。有趣的是蘇木精的活性成份是其氧化後的形式，即苏木素（haematin），雖然對蘇木精染色的文獻很少，磷鎢酸可能和蘇木精形成沉淀色料。檢驗一份様本的結果發現有三種不同顏色的成份，顏色分別為藍色、紅色和黃色。有些研究針對不同的物質（如胺基酸、胺、嘌呤及嘧啶）進行磷鎢酸-蘇木精染色，證實他們會呈現不同的顏色。
三色染色試劑
這類試劑包括二種或三種的染色試劑，配合磷鎢酸一起使用，可能是各染料先後使用，或是在一個程序中同時使用。這些試劑會使不同組織呈現不同的顏色。磷鎢酸在三色染色試劑中的作用尚未完全清楚。有許多不同的解釋，包括磷鎢酸是染料和組織之間的媒染剂，或是磷鎢酸和組織結合，阻隔特定的染料進入。
负染色法
磷鎢酸负染色法的基礎是會被組織或病毒的表面所吸附，而且磷鎢酸本身有高電子密度。磷鎢酸因為有十二個鎢原子，而且鎢的原子序為74，因此可以提高電子密度。因為磷鎢酸被組織吸附的機制不受酸鹼性的影響，有研究認為其吸附的機制是透過靜電力而不是靠氫鍵。

### 分析
磷鎢酸鉀和其磷鎢酸鹽不同，由於磷鎢酸鉀的溶解度低，曾被提出用來作鉀的重量分析法。

### 蛋白質沈澱
在許多分析方法中，磷鎢酸都會用來沈澱蛋白質，磷鎢酸曾被視為極性蛋白質的「萬用沈澱劑」不過過來的研究發現磷鎢酸的確會和胍基、ε-氨基酸及咪唑基產生沈澱，但不會和α-氨基酸沈澱。

### 醫療用途
磷鎢酸在醫療上的用途非常少，一個老鼠肝壞死的實驗和磷鎢酸有關。

### 複合離子交換膜
有些研究是將包括磷鎢酸在內的雜多酸作為複合質子交換膜的材料。這些複合材料用在燃料電池上的優勢是可以提昇工作條件。